# Pseudopaludicola facureae
Pseudopaludicola facureae es una especie de anfibio anuro de la familia Leptodactylidae.

## Distribución geográfica
Esta especie es endémica del estado de Minas Gerais en Brasil. Se encuentra en el municipio de Uberlândia.

## Publicación original
- Andrade & Carvalho, 2013: A new species of Pseudopaludicola Miranda-Ribeiro (Leiuperinae: Leptodactylidae: Anura) from the Cerrado of southeastern Brazil. Zootaxa, n.º 3608, p. 389–397.[3]